# Pedro Fernandes de Queirós
Pour les articles homonymes, voir Fernandes, Queiros et Quiros.
Pedro Fernandes de Queirós (ou Pedro Fernández de Quirós en espagnol), né à Évora (Portugal) en 1565 et mort à Panama en 1614, est un navigateur et explorateur portugais au service de l'Espagne. Il est surtout connu pour avoir dirigé plusieurs voyages espagnols de découverte dans l'océan Pacifique, en particulier le voyage de 1595-1596 d'Álvaro de Mendaña y Neira, et pour sa propre expédition de 1605-1606 qui traverse le Pacifique.
En 1606, il atteint l'île Espiritu Santo (Vanuatu), qu'il croit être une partie du continent austral et où il tente d'établir une colonie baptisée "Nova Jerusalem". Cependant, ses efforts sont entravés par des tensions avec les autochtones et mènent à l'échec de l'expédition.
Il rédige de nombreux mémoires sur ses voyages qui sont secrètement conservés par la couronne espagnole durant un siècle. Ses récits donnent un premier éclairage sur la culture mélanésienne.

## Biographie

### Jeunesse et formation
Pedro Fernandes de Queirós est né à Évora, au Portugal, en 1563,. Les monarchies portugaise et espagnole étant unifiées sous le roi d'Espagne en 1580, il entre au service des espagnols alors qu'il est jeune homme et devient un marin et navigateur expérimenté.
En avril 1595, il rejoint Álvaro de Mendaña y Neira dans son voyage pour coloniser les îles Salomon, servant comme pilote en chef,. Cependant, l'équipage est décimé par la maladie et attaqué par les autochtones et Mendaña meurt en octobre 1595. Pedro Fernandes de Queirósl prend le commandement et sauve le seul navire restant de l'expédition, arrivant aux Philippines en février 1596,. Isabel Barreto, l'épouse de Mendaña, accompagne l'expédition et est accusée d'avoir réduit le moral de l'équipage par son égoïsme et sa discipline stricte.
Pedro Fernandes de Queirós passe dix-huit mois aux Philippines, mais revient en Espagne en 1598, via le Mexique. À son retour en Espagne, il demande au roi Philippe III de soutenir un autre voyage dans le Pacifique, espérant trouver la Terra Australis à revendiquer pour l'Espagne. Catholique fervent, Queirós visite également Rome en 1600, où il obtient le soutien du pape Clément VIII pour de nouvelles explorations. Il impressionne grandement l'ambassadeur d'Espagne à Rome, le duc de Sessa, qui le décrit comme un « homme de bon jugement, expérimenté dans sa profession, travailleur, calme et désintéressé ». Pendant son séjour à Rome, Pedro Fernandes de Queirós rédige son premier Traité de navigation sous forme de lettre au roi, renforçant encore sa réputation de navigateur, et invente deux outils de navigation.
En 1589, il épouse Doña Ana Chacon de Miranda de Madrid. Le couple a un fils et une fille. Son fils Lucas de Quirós, qui participe à l'expédition de 1605, est fait chevalier Alférez Real et devient un cosmographe réputé à Lima.

### Expédition pour Terra Australis

#### Trajet
En mars 1603, Pedro Fernandes de Queirós est autorisé à retourner au Pérou pour organiser une nouvelle expédition, avec l'intention de trouver la Terra Australis. Queirós fait naufrage aux Antilles, mais parvient au Pérou en mars 1605. Le groupe de Queirós composé de 160 hommes sur trois navires, San Pedro y San Pablo (150 tonnes), San Pedro (120 tonnes) et l'annexe (ou vedette) Los Tres Reyes quitte Callao le 21 décembre 1605,. Le plan de parcours consiste à retourner sur les îles Salomon pour ensuite se diriger vers le sud-ouest en direction des Moluques et continuer le trajet plus au sud. Il établit également un code de conduite très strict au sein de l'équipage dans la rigueur de son éducation contre-réformiste. Il souhaite notamment que les rencontres avec les indigènes se déroulent sous les meilleurs auspices, précisant que ces populations doivent être respectées en toutes circonstances.
Il atteint également l'île d'Hao et il est probable qu'il aperçoive Tahiti et d'autres îles de l'archipel des Tuamotu. L'expédition parvient ensuite sur l'île Henderson et l'île Ducie, puis sur Rakahanga (îles Cook du Nord) et sur les îles Buen Viaje (Butaritari et Makin) dans l'actuelle nation insulaire de Kiribati,. Il rate de peu les Marquises, ainsi que la Nouvelle-Zélande à cause d'un changement de cap dans son itinéraire prévu.
Le 7 avril, ils atteignent une île qu'ils nomment Dame de Loreto, mais il s'agit en fait de Taumako qui fait partie des Îles Santa Cruz. L'accueil y est moins chaleureux qu'ailleurs et les autochtones sont armés. Leur chef, Tumai, parvient à un accord et les espagnols restent à bord de leur navire, promettant de repartir après cinq jours. Après huit jours, Pedro Fernandes de Queirós ordonne la capture de plusieurs natifs avant qu'ils ne remettent les voiles dans l'espoir d'apprendre la langue et d'en faire des interprètes.

#### Nova Jerusalem

L'île principale Espiritu Santo

En mai 1606, l'expédition atteint les îles appelées plus tard les Nouvelles-Hébrides et désormais connues sous le nom de nation indépendante de Vanuatu. Il tente de débarquer tout d'abord sur Gaua, cependant la population sur la plage est très nombreuse et il s'inquiète de ne pas pouvoir maîtriser la situation. Pour autant, les habitants ne semblent pas montrer d'hostilité. En contournant l'île, il aperçoit à l'horizon les bien plus grandes îles d'Espiritu Santo, Ambae et Maewo qui le persuade de s'y amarrer.
Pedro Fernandes de Queirós débarque sur la plus grande île qu'il considère comme faisant partie du continent sud et la nomme Australia del Espíritu Santo,. Dans ses mémoires imprimés, notamment le huitième, ce nom est modifié en Austrialia del Espíritu Santo, un jeu de mots avec Autriche, en l'honneur du roi Philippe III, qui est de la maison de Habsbourg. L'île s'appelle toujours Espiritu Santo. Il y déclare son intention d'établir une colonie qui s'appellerait Nova Jérusalem. Il semble avoir identifié l'île avec l'immense extension vers le nord du continent austral le reliant à la Nouvelle-Guinée, comme le montrent des cartes comme celles de Gerard de Jode et Petrus Plancius. Car, comme il le dit dans son dixième mémoire (page 5) : « La Nouvelle-Guinée est l’extrémité supérieure de la Terre australe dont je traite ».
Les premières rencontres avec les habitants de l'île sont particulièrement pacifiques et en petit nombre. Cependant, les jours suivant voient leur nombre augmenter, ce qui inquiète Pedro Fernandes de Queirós. Le 9 mai, il décide malgré tout de prendre symboliquement le contrôle du territoire avec 70 hommes armés. Les indigènes ne s'opposent pas à l'arrivée de ces hommes sur la place qui installent une grande croix faite de branche à l'emplacement où ils souhaitent établir le premier campement. Les mélanésiens engagent la discussion en traçant une ligne sur le sol, marquant une limite à ne pas dépasser. La tension monte rapidement et quelques tirs d'arquebuse mettent un terme à l'espoir de conquête pacifique de Pedro Fernandes de Queirós.
Les ambitions colonisatrices visant à établir Nova Jerusalem sont mal perçues au sein de son équipage qui commencent à le considérer comme à moitié fou. Pedro Fernandes de Queirós décide d'établir un conseil local ainsi qu'un ordre sacré qu'il nomme les Chevaliers de l'Esprit Saint dont l'objectif est de coloniser l'ensemble des terres australes. Cette dernière idée est particulièrement mal reçue par les franciscains de son équipage. Il fait construire une chapelle temporaire. Au 14 mai, l'ensemble de l'équipage se trouve désormais sur l'île et Pedro Fernandes de Queirós effectue un discours afin de nommer l'île ainsi que 34 membres à un poste administratif de la future colonie. À cette occasion, il fait des deux esclaves qui travaillent dans les cuisines des Chevaliers de l'Esprit Sain et les libère de leur servage.

#### Derniers contacts

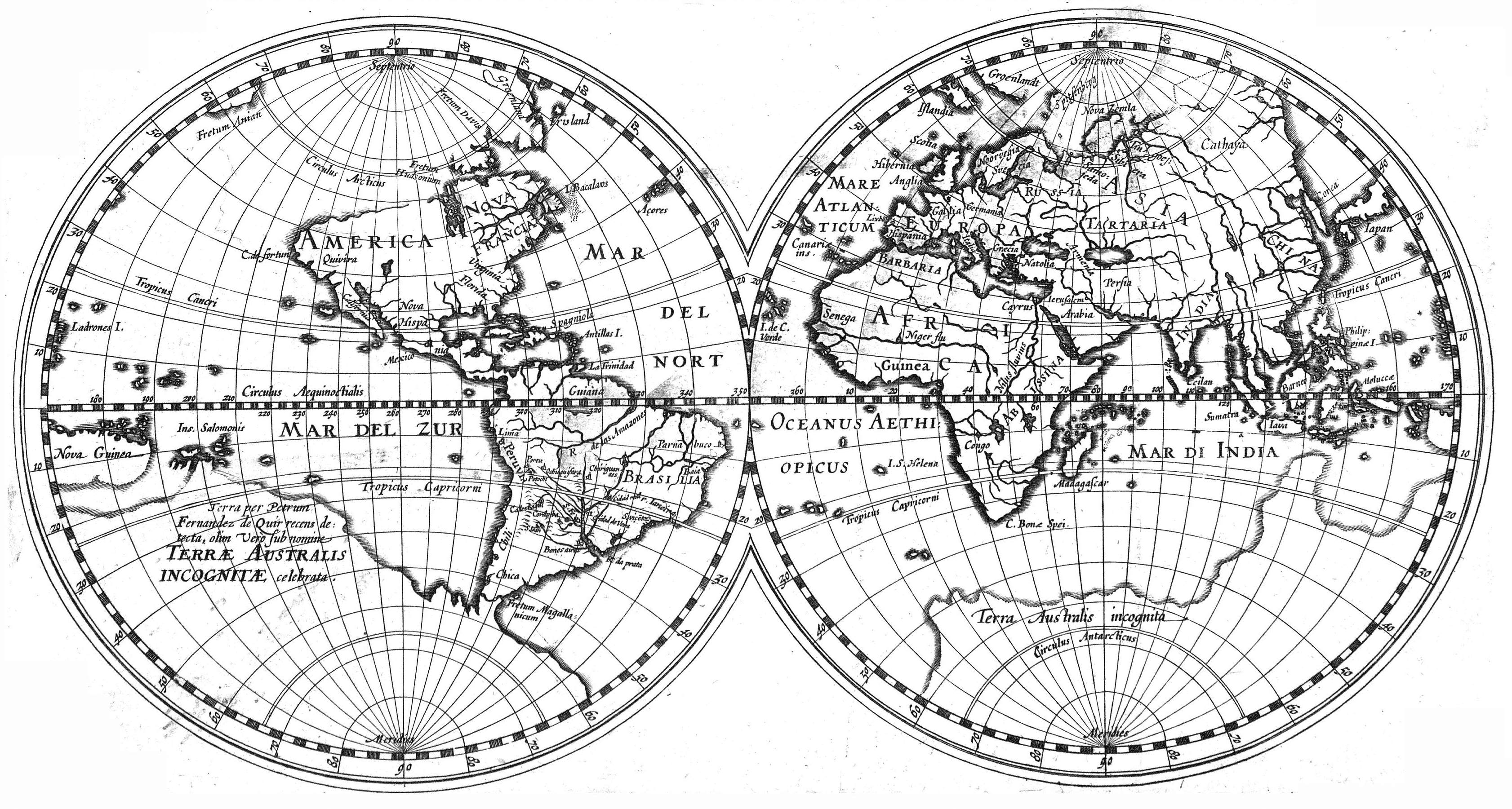
Hessel Gerritsz - La Austrialia del Espíritu Santo sur la mappemonde de 1612 de Pedro Fernandes de Queirós.

Le 17 mai, un groupe s'enfonce davantage dans l'intérieur de l'île depuis le plateau qui porte alors le nom de Cap Quiros, au niveau de l'actuel village de Matantas. La région est recouverte de forêt et semble inhabitée. Le groupe repère la fumée de campements à l'horizon et s'y rendent. Ils y capturent des cochons nains, plusieurs femmes et enfants. Les mélanésiens attaquent en représailles et se montrent dès cet instant directement hostiles envers les espagnols.
Le 25 mai, après avoir célébré le Corpus Christi, l'équipage montre des signes de lassitudes et Pedro Fernandes de Queirós propose de reprendre l'exploration vers le sud car l'hostilité des mélanésiens le dissuadent de continuer la colonisation. La proposition est très bien accueillie, cependant Pedro Fernandes présente des signes de troubles psychologiques nerveux de plus en plus visibles. Le 31 mai, plus de 300 mélanésiens approchent du campement et Pedro Fernandes suppose qu'ils viennent récupérer les enfants précédemment capturés. Des négociations sont engagées car il souhaite garder les enfants afin de les ramener en Espagne. Finalement, le lendemain, il accepte de rendre les deux plus jeunes enfants tandis que le plus âgé reste avec eux. Les navires quittent la baie et repartent vers le sud.

#### Fin de l'expédition
Dans la nuit du 11 juin 1606, Pedro Fernandes de Queirós, à bord du San Pedro y San Pablo, est, d'après ce qu'il prétend, séparé des autres navires par le mauvais temps et est incapable de retourner au mouillage d'Espiritu Santo. En réalité, l'équipage se mutine, les conditions de vent défavorables leur donnant simplement l'occasion de le faire. Le capitaine du San Pedro y San Pablo, Diego de Prado, au courant des plans de l'équipage, est sur l'autre navire, tout comme le chirurgien de l'expédition. Pedro Fernandes de Queirós est retenu en otage dans sa cabine et l'équipage navigue vers Acapulco, au Mexique, où il arrive en novembre 1606. Dans le récit de Diégo de Prado, très critique à l'égard de Pedro Fernandes de Queirós, la mutinerie et le manque de leadership sont cités comme raisons de cette situation.

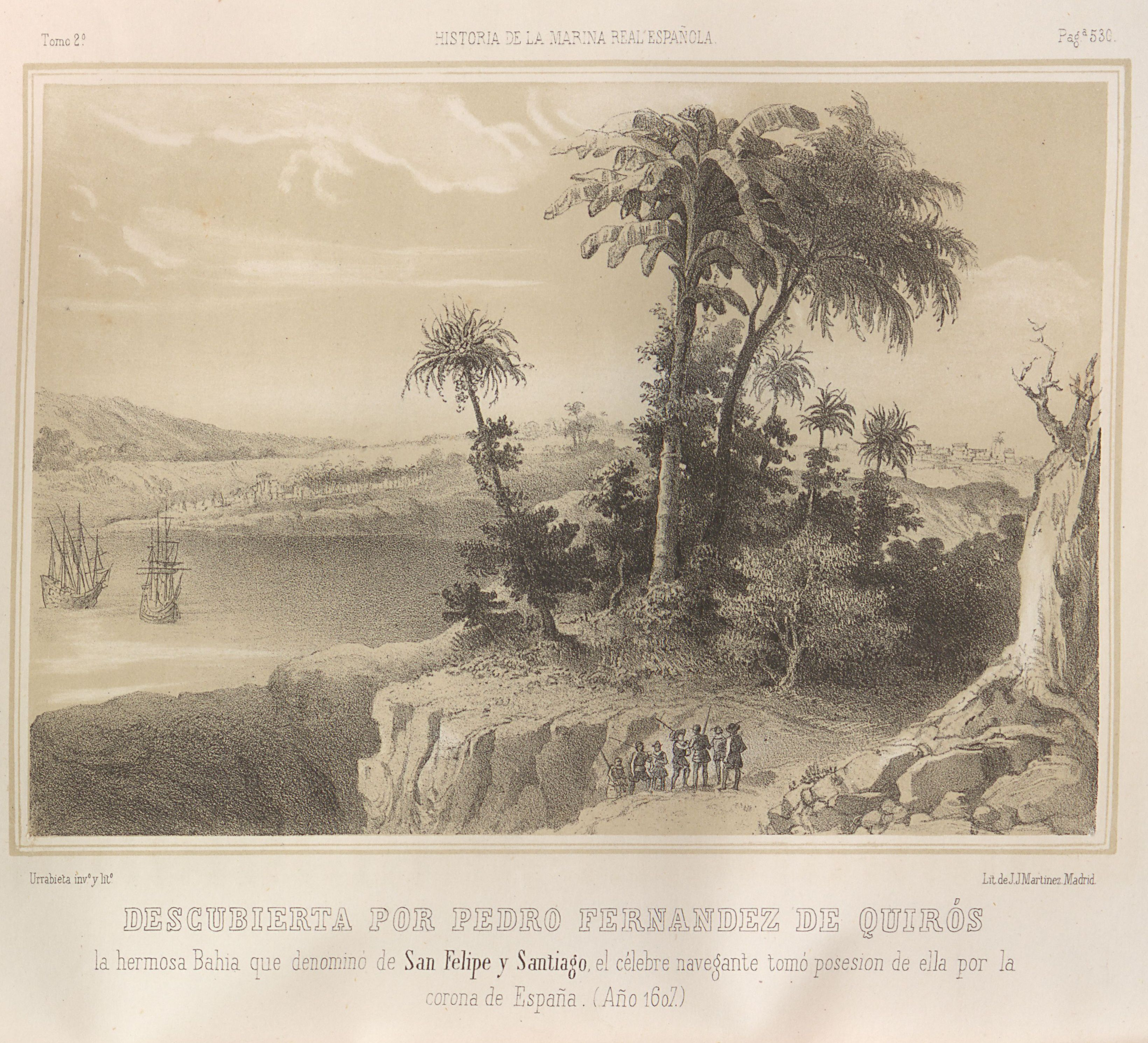
Gravure du XIXe siècle représentant les découvertes de Pedro Fernandes de Quiros.

Deux semaines plus tard, son commandant en second, Luis Váez de Torres, après avoir cherché en vain Queirós et supposant que Queirós (ou plutôt l'équipage de son navire) avait décidé de suivre son propre chemin, quitte Espiritu Santo. Torres atteint avec succès Manille, le centre des Indes orientales espagnoles en mai 1607, après avoir cartographié la côte sud de la Nouvelle-Guinée en cours de route et avoir ainsi traversé le détroit qui porte aujourd'hui son nom, entre l'Australie et la Nouvelle-Guinée. Torres n'est pas conscient de sa proximité avec la côte nord de l'Australie, juste au-delà de l'horizon par rapport à sa route.

### Fin de vie
Pedro Fernandes de Quirós revient à Madrid en 1607. Considéré comme un excentrique, il passe les sept années suivantes dans la pauvreté, écrivant de nombreux récits de son voyage et suppliant le roi Philippe III de lui fournir de l'argent pour un nouveau voyage, envoyant au roi plus de 65 lettres sur cette période. Il est finalement envoyé au Pérou avec des lettres de soutien, mais le roi n'a pas vraiment l'intention de financer une autre expédition, car le conseil royal craint que l'Espagne ne puisse pas se permettre de nouvelles découvertes dans le Pacifique,. Pedro Fernandes de Quirós meurt en chemin, à Panama, en 1614.

## Récits du voyage de Queirós

### Sources
Il existe encore aujourd'hui de nombreux documents décrivant les voyages Queirós-Torres. Les plus significatifs sont :
- les nombreux mémoires ultérieurs de Queirós au roi Philippe III concernant le voyage ;
- la lettre de Torres au roi d'Espagne du 12 juillet 1607[25] ;
- le récit de Diego de Prado[22] et 4 cartes de la Nouvelle-Guinée ;
- mémoire de Juan Luis Arias de Loyola au roi Philippe IV (écrit vers 1630 et basé sur des discussions entre Queirós et Loyola)[26].

Entre 1762 et 1765, des comptes rendus écrits de l'expédition Queirós-Torres sont consultés par l'hydrographe de l'Amirauté britannique Alexander Dalrymple. Dalrymple fournit une carte schématique comprenant les voyages de Queirós-Torres à Joseph Banks qui a sans aucun doute transmis cette information à James Cook,.
Cependant, les documents concernant l'expédition de Queiros sont tenus secrets par la couronne espagnole durant un siècle car elle refuse tout projet d'expansion dans ces régions afin de se concentrer sur son propre empire.

### Mémoires
Il envoie entre 50 et 65 mémoires au roi entre 1607 et 1614. Bien que la plupart d'entre eux soient des manuscrits, il en fait imprimer quatorze afin de les présenter au roi. Des copies de treize de ces mémoires survivent : 
- Pedro Fernandez Quiros, Que gouernãdo el Peru el Marques de Cañete el año de 1595..., 1607 (lire en ligne)
- Pedro Fernandez Quiros, que para descubrir la parte incognita del Sur ..., 1608 (lire en ligne)
- Pedro Fernandez Quiros, despues q puse en pratica el descubrimiento de las tierras incognitas del Sur ..., 1608 (lire en ligne)
- Pedro Fernandez Quiros, que por mãdado de V. M, 1608 (lire en ligne)
- Pedro Fernandez Quiros, ya he dicho a V. Magestad que de la parte del Sur, esta oculta la quarta parte del globo ..., 1609 (lire en ligne)
- Pedro Fernandez Quiros, suplico a V.M. sea seruido ..., 1609 (lire en ligne)
- Pedro Fernandez Quiros, e mostrar V.M. al mundo, quanto dessea, y procura la mas honra y gloria de Dios nuestro señor, en la poblacion que V.M. mãda q yo vaya a hazer, en las tierras q de la parte Austral por orden de V.M. descubri ..., 1610 (lire en ligne)
- Pedro Fernandez Quiros, V.M. ordena y manda a su Consejo de Indias que me despachos a mi satisfacion para que el Virrey del Piru me de lo que fuere menester a la poblacion de las tierras Australes adonde V.M. se sirue mandarme ir., 1610 (lire en ligne)
- Pedro Fernandez Quiros, la parte incognita Austral es justamente quarta del Globo, sin saberse si es tierra, o si es agua, o que partes tiene de las dos ..., 1612 (lire en ligne)
- Pedro Fernandez Quiros, V. Wagestad me mandò despachar dos vezes, la sequnda a mi satisfacion, juntamente esperar un año y son passados casi dos ..., 1613 (lire en ligne)
- Pedro Fernandez Quiros, a V.M. pido licencia para quexarme ..., 1614 (lire en ligne)

## Théorie de la découverte de l'Australie

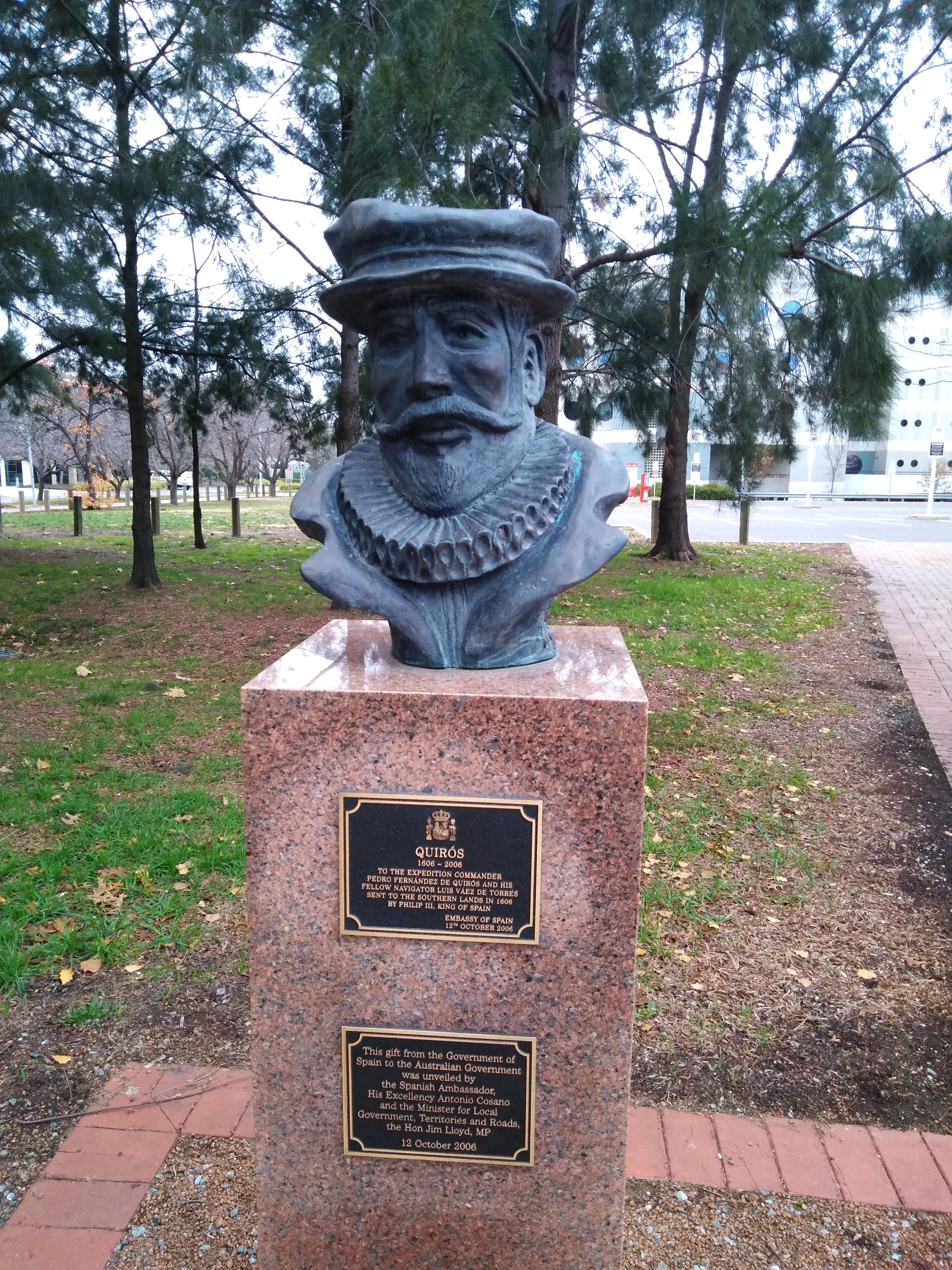
Statue à Canberra

Au XIXe siècle, certains catholiques australiens prétendent que Pedro Fernandes de Queirós est l'auteur de la première découverte de l'Australie, avant les protestants Willem Janszoon, Abel Tasman et James Cook. L'archevêque catholique de Sydney de 1884 à 1911, Patrick Francis Moran, affirme que c'est un fait, et c'est enseigné dans les écoles catholiques pendant de nombreuses années. Il affirme que le véritable site de la Nouvelle Jérusalem de Queirós se trouve près de Gladstone dans le Queensland, ce qui serait confirmé par des éléments descriptifs du territoire effectués par l'explorateur.

## Postérité
L'expédition menée par Pedro Fernandes de Quierós est un échec essentiellement dû à sa façon de diriger les opérations. Il agit en homme de cabinet et délègue la majorité de ses ordres afin de rester le plus éloigné des actions de terrain qu'il laisse à Torres. Cependant, ces premières rencontres avec les Mélanésiens marquent un premier pas dans la compréhension culturelle.
Les conséquences de l'expédition au sein des peuples mélanésiens renforcent leur hostilité à l'égard des navires européens tandis que Pedro Fernandes de Quierós dresse un portrait caricatural d'indigènes sans foi qui n'attendent qu'à être sauvés par la civilisation. L'absence de village et d'organisation sociale renforcent leur idée de sociétés tribales anarchiques.
Le nom de Quirós est mentionné par Bougainville dans son Voyage autour du monde et par Jules Verne dans Vingt Mille Lieues sous les mers.
L'écrivain australien John Toohey a publié un roman, Quiros, en 2002.
La canonnière espagnole Quirós, mise en service en 1896, est nommée en l'honneur de Queirós, en utilisant l'orthographe espagnole de son nom de famille. Après avoir été vendue aux États-Unis, elle a conservé le nom d'USS Quiros au service de la marine américaine de 1900 à 1923.
Queirós est mentionné dans le film King Kong de 1976 comme découvrant Skull Island et rencontrant Kong après avoir été emporté vers le sud depuis Tematagi en 1605.